# Colin Hadler
Colin Hadler (* 15. Oktober 2001 in Graz) ist ein österreichischer Schriftsteller.

## Leben
Colin Hadler wurde 2001 in Graz geboren, wo er auch am Gymnasium maturierte. Während der Schulzeit spielte er Theater. Nach der Matura übersiedelte er nach Wien und begann ein Studium der Publizistik und Kommunikationswissenschaft. Er schrieb Drehbücher, Gedichte und Romane.
2019 erschien sein Debüt-Roman Hinterm Hasen lauert er bei der Edition Keiper in Graz. 2020 folgte dort der zweite Roman Wenn das Feuer ausgeht. Mit dem 2022 bei Planet!, einem Imprint des Thienemann-Esslinger Verlages, erschienenen Mystery-Thriller Ancora: die Zeit ist gegen dich wurde er 2023 für den Glauser-Preis für den besten Jugendkrimi nominiert. Im Februar 2023 wurde der Cyber-Krimi Exilium bei Planet! veröffentlicht, der sich mit den Gefahren einer gläsernen Gesellschaft auseinandersetzt.

## Publikationen (Auswahl)
- 2019: Hinterm Hasen lauert er, Roman, Edition Keiper, Graz 2020, ISBN 978-3-903144-72-9
- 2020: Wenn das Feuer ausgeht, Roman, Edition Keiper, Graz 2020, ISBN 978-3-903144-96-5
- 2022: Ancora: die Zeit ist gegen dich, Planet!, Thienemann-Esslinger Verlag, Stuttgart 2023, ISBN 978-3-522-50720-2
- 2023: Exilium, Planet!, Thienemann-Esslinger Verlag, Stuttgart 2023, ISBN 978-3-522-50721-9
- 2025: Seven Ways To Tell A Lie, Planet!, Thienemann-Esslinger Verlag, Stuttgart 2025, ISBN 978-3-522-50845-2[7][8]

## Auszeichnungen und Nominierungen
- 2023: Nominierung für den Glauser-Preis für den besten Jugendkrimi mit Ancora. Die Zeit ist gegen dich[4][9]
- 2023: Nominierung für den Jugendbuchpreis Wi(e)derworte der Stadt Monheim (Shortlist) mit Ancora. Die Zeit ist gegen dich[10]
- 2025: Nominierung für Jugendliteraturpreis der Stadt Monheim am Rhein mit Exilium (Shortlist)[11]